# نیک اسکالی
نیک اسکالی (انگلیسی: Nick Scali) شرکت خرده‌فروشی استرالیایی است، که در سال ۱۹۶۲ تأسیس شد.